# Luigi's Mansion
Luigi's Mansion, conocido como Luigi Mansion (ルイージマンション Ruīji Manshon?) en Japón es un videojuego de acción y aventura de 2001 desarrollado y publicado por Nintendo. El juego fue un título de lanzamiento para GameCube y fue el primer juego de la franquicia de Mario en ser lanzado para la consola; fue lanzado en Japón el 14 de septiembre de 2001, en América del Norte el 18 de noviembre de 2001, en Europa el 3 de mayo de 2002 y en Australia el 17 de mayo de 2002. Es el tercer videojuego en el que Luigi es el protagonista en lugar de Mario, tras Mario Is Missing! y Luigi's Hammer Toss los jugadores lo controlan mientras explora una mansión embrujada para rescatar a Mario y lucha contra fantasmas capturándolos con una aspiradora proporcionada por el profesor E. Gadd.
Luigi's Mansion recibió una recepción crítica positiva en general, con elogios a la jugabilidad, la ambientación y la banda sonora, aunque se criticó su corta duración. El juego vendió más de 3,3 millones de copias y es el quinto juego más vendido de GameCube de todos los tiempos. Fue uno de los primeros juegos en relanzarse como título de Player's Choice en la consola. La recepción inicial del juego por parte de los fanáticos fue mixta, sin embargo, mejoró con los años y logró un seguimiento de culto. El juego fue seguido por dos secuelas: Luigi's Mansion: Dark Moon (Luigi's Mansion 2), lanzado para Nintendo 3DS en 2013, y Luigi's Mansion 3, que se lanzó para Nintendo Switch en 2019. Una nueva versión de Luigi's Mansion para 3DS, codesarrollada por Nintendo y Grezzo, se lanzó en 2018.

## Argumento
El juego inicia cuando Luigi gana un concurso del cual no recuerda haberse inscrito para ganar una maravillosa mansión que se encuentra a las afueras de un bosque terrorífico. Sin embargo, al llegar a donde se encuentra ubicada la mansión descubre que la misma está embrujada por diversos fantasmas, incluyendo a los Boos, y que además está siendo investigada por el Profesor E. Gadd, quien vive en un pequeño taller junto a la mansión. Ésta consta de cinco pisos, incluyendo el sótano y el techo. El jugador inicia en un vestíbulo, desde donde se puede acceder a las habitaciones en los diferentes pisos.
Previo a los acontecimientos iniciales del juego, Luigi le cuenta rápidamente a su hermano mayor Mario sobre la mansión que ganó y ambos acuerdan reunirse afuera de ella ese mismo día al atardecer. Una vez que Luigi llega a su nueva mansión, que aparenta ser mucho más terrorífica que la que aparece en una foto suministrada, Mario al parecer no se encuentra por ninguna parte. Por lo que Luigi procede a entrar a la mansión y pronto es asustado por un fantasma, y es salvado solo por un viejo profesor que maneja una aspiradora. El viejo es, sin embargo, incapaz de atrapar al fantasma dentro de la aspiradora y termina siendo golpeado por el mismo fantasma antes de desaparecer en el aire. Después de que Luigi le ayuda a levantarse, el viejo profesor se presenta como el Profesor E. Gadd y le comenta que ha estado durante años estudiando la mansión por los diversos fantasmas que hay dentro, pero que debido a su avanzada edad siempre terminan por derrotarlo. Pero justo en ese momento 3 fantasmas de color naranja se aparecen frente a los dos y se ven forzados a retirarse de la mansión conforme más fantasmas van apareciendo.
Ya a salvo en el taller aledaño del Profesor E. Gadd, éste le comenta a Luigi que la razón por la que ganó la mansión, obviamente es de un trabajo de alguien que no es de este mundo. También le dice a Luigi que vio a alguien con una gorra roja entrar en la mansión hace algún tiempo, y no lo ha visto salir desde entonces. Al enterarse de que se trataba del hermano de Luigi, E. Gadd le permite encargarse de capturar fantasmas y le hace entrega de su aspiradora; el «Poltergust 3000». Después de numerosos enfrentamientos, Luigi se enfrenta contra el malvado Rey Boo en el techo de la mansión. El Rey Boo, sentado dentro de un Bowser mecánico gigante, es finalmente derrotado y absorbido por el «Poltergust 3000». Luigi regresa con E. Gadd junto con Mario, el cual había sido sellado dentro de un cuadro del Rey Boo, y a continuación, el científico rompe el sello del cuadro, liberando a Mario exitosamente. Al final del juego se observa que la mansión desaparece y Luigi construye una casa normal sobre los yacimientos de la misma, con el dinero que recogió. El tamaño de la casa depende de la cantidad de dinero que el jugador fue capaz de obtener antes de finalizar el juego.

## Estilo de juego
En Luigi's Mansion, el Profesor E. Gadd —Profesor Fesor, en España o Profesor D. Sastre en Latinoamérica— le otorga a Luigi dos de sus inventos para combatir a los fantasmas de la mansión: el «Poltergeist 3000» —«Succionaentes 3000», en español; una parodia al equipo de protones— y el «GameBoy Horror». El «Succionaentes 3000» es una aspiradora alterada de alta potencia, diseñada para capturar fantasmas —al estilo de los Cazafantasmas— y recoger ciertos tesoros. Para capturar a los fantasmas, el jugador debe en primera instancia alumbrar a los fantasmas mediante la linterna que Luigi posee, y con ello aturdirlos. Esto les hace mostrar su corazón, lo cual le da a Luigi una oportunidad de aspirarlos con la «Succionaentes 3000», reduciendo progresivamente los puntos de corazón de los fantasmas, y de esa forma herirlos hasta que el marcador muestre un 0, momento en el cual se pueden capturar. Los fantasmas permanecen en el «Poltergeist 3000», a pesar de que otro tipo de fantasmas, que tienen una dificultad más alta a comparación con los normales, denominados «Fantasmas de Retrato», son añadidos a ciertos retratos mediante un proceso de extracción, una vez que el jugador termina cada una de las cuatro principales áreas del juego. Una vez creadas estas pinturas, son almacenadas en la galería del laboratorio del Profesor. Más adelante en el juego, Luigi localiza tres medallones que le permiten expulsar fuego, agua o hielo del «Poltergeist 3000». Dichos elementos son necesarios para capturar a ciertos fantasmas.
El «GameBoy Horror» es un dispositivo portátil que le permite a Luigi investigar ciertos elementos de la mansión y con ello averiguar lo que son, así como también su utilidad; asimismo posee un pequeño detector de Boos, el cual indica si éste se encuentra en alguna habitación y que tan cerca está de Luigi. También contiene un mapa de la mansión y permite a Luigi contactar al Profesor, y viceversa. Los cuartos oscuros que contienen a los fantasmas se encuentran esparcidos por toda la mansión, y una vez que Luigi despeja a todos los fantasmas en dichas habitaciones, las luces tienden a encenderse y además, por lo general un cofre aparece a la mitad de la habitación. Estos cofres pueden contener llaves, dinero, o los medallones de los elementos. Siempre que Luigi encuentra una llave, automáticamente su «GameBoy Horror» indica a qué habitación se puede acceder. Su diseño se asemeja al de un GameBoy Color.
Una vez que el Rey Boo, el jefe final de Luigi's Mansion es derrotado, el jugador recibe una calificación basada en la cantidad de tesoros que Luigi encontró durante el juego. Una segunda versión de la mansión es desbloqueada cuando el jugador termina el juego por primera vez, llamada «Mansión Escondida». Según la versión del juego, la mansión entera se puede invertir de izquierda a derecha, los jefes pueden ser diferentes, los Boos pueden moverse más rápido, además de que puede aumentar el número de fantasmas.

## Producción
| Diseño de efectos      | Deiji Imai Keijiro Inouse Haruyasu Ito                       |
| Director               | Hideki Konno                                                 |
| Director de diseño     | Tadashi Sugiyama                                             |
| Programador principal  | Hiroki Sotoike                                               |
| Capturas de movimiento | Shigeki Yoshida                                              |
| Música                 | Shinobu Tanaka Kazumi Totaka                                 |
| Productores            | Shigeru Miyamoto Takashi Tezuka Hiroshi Yamauchi (ejecutivo) |
| Diseño de pantalla     | Ren Uehara                                                   |
| Soporte de sonido      | Toru Asakawa Yoji Inagaki                                    |
| Voces                  | Charles Martinet Jen Taylor                                  |
| Referencia             | [ 15 ] [ 16 ]                                                |

El juego fue revelado por primera vez en el Nintendo Space World 2000 como una demo técnica destinada a mostrar las capacidades gráficas de la consola GameCube. Las imágenes usadas para el vídeo de movimiento completo utilizado en la conferencia, contenían escenas que fueron vistas en los tráilers y anuncios publicitarios posteriores del juego, pero que nunca se usaron para su desarrollo. Estas incluían a Luigi escapando de un fantasma desconocido en el vestíbulo, otros fantasmas jugando a las cartas en la sala, y otros tantos dando vueltas alrededor de Luigi; todo ello nunca apareció en la versión definitiva del juego. Poco tiempo después de la creación de la demo, Nintendo optó por convertirlo en un juego completo. Luigi's Mansion fue después mostrado en el E3 2001, junto con la consola Nintendo GameCube. Una nueva versión del juego, más estrechamente relacionada con la versión final, se reveló más tarde en el Nintendo Space World 2001.
El plan original para Luigi's Mansion involucraba un juego en el que los niveles estaban esparcidos en torno a una gran mansión o a un complejo. Las pruebas se hicieron más tarde con varios personajes de Mario en casas de muñecas y cosas por el estilo. Una vez que fue propuesto como un proyecto para la GameCube, Luigi fue seleccionado como el personaje principal para el nuevo y original juego. Las otras ideas para el juego, como los fantasmas y la aspiradora succionadora de fantasmas, fueron añadidas más tarde. Los conceptos antiguos, como el sistema parecido a un juego de rol que cambiaba en tiempo real a los cuartos y al área de cavernas subterráneas ubicadas debajo de la mansión, fueron también desechadas debido a la inclusión de nuevas ideas.

### Audio
La música de Luigi's Mansion fue compuesta por Shinobu Tanaka y Kazumi Totaka, y por ello, el juego contiene la «canción de Totaka», una melodía que aparece en casi todos los juegos para los que Totaka ha trabajado. Es reproducida cuando el jugador se queda esperando dentro de la pantalla de configuración del mando, en la «Training Room» después de unos tres minutos y medio; además de que en ciertos momentos se puede escuchar a Luigi silbar la canción. El tema principal de Luigi's Mansion fue orquestado y arreglado por Shōgo Sakai para el juego Super Smash Bros. Brawl. El juego ofrece las voces de Charles Martinet como la voz de Mario y Luigi, y de Jen Taylor como la voz de Toad. Luigi's Mansion recibió un premio por su audio en la entrega de los BAFTA Interactive Entertainment Awards en 2002.

## Recepción
Luigi's Mansion fue el título de lanzamiento más exitoso para la consola Nintendo GameCube, siendo el tercer juego más vendido en noviembre de 2001. El juego ha vendido más de 348 000 copias en Japón, y 2.19 millones de copias en los Estados Unidos, haciéndolo el quinto mejor juego vendido para la Nintendo GameCube en los Estados Unidos. También fue uno de los primeros títulos de la consola en ser parte de la línea de productos Player's Choice, junto con Super Smash Bros. Melee y Pikmin.
Luigi's Mansion obtuvo una recepción relativamente positiva, ya que los revisores elogiaron las gráficas, el diseño y el gameplay del juego. Ante ello, el sitio de reseñas GameSpot, dijo que Luigi's Mansion «cuenta con algunas ideas interesantes» y «destellos de esplendor» respecto al estilo visual y gráfico, así como también a lo referente al audio. La revista especializada en videojuegos, Nintendo Power, elogió al juego por ser «muy agradable mientras dura, con sus desafiantes rompecabezas y su innovador gameplay». GameSpy dijo que el juego cuenta con «un gran estilo visual, un imaginativo diseño y algo de la clásica magia de Nintendo». El juego fue considerado por GamePro como «un ejemplo magistral sobre el diseño de los videojuegos». Game Revolution declaró que «los gráficos son muy hermosos y la mecánica del juego resulta interesante a la vez que agradable». La publicación americana, Game Informer, elogió el estilo de juego, refiriéndose a ello como «brillante y a la par con lo mejor de Miyamoto». El audio fue elogiado por IGN, además de que consideró que la voz de Luigi era «linda, divertida y gozadora», y GameSpy, que declaró que la banda sonora sigue siendo «sutil, divertida y totalmente idónea durante el transcurso del juego». La publicación japonesa dedicada a los videojuegos, Famitsu, galardonó al juego con una clasificación de oro, y además notó que el sistema de controles, que si bien es algo intrincado al principio, funciona bien.
El juego también recibió cierto inconformismo, principalmente debido a la duración del juego. GameSpot dijo que Luigi's Mansion «no coincide con el estatus clásico de las aventuras de Mario» y que el «corto período de tiempo en que uno tarda en terminarlo, resulta en una recomendación difícil». La reseña, sin embargo, consideró que la corta duración del juego previene que el gameplay y el audio se tornen aburridos. GameSpy criticó la carencia de duración del juego, diciendo que el juego podía ser terminado en tan sólo seis horas. Allgame declaró que Luigi's Mansion «al final recae sobre una experiencia coherente de gameplay, más que sobre la duración del mismo». Fran Maribela III de IGN sintió que el juego fue «mediocre» debido a su «predecible e invariable estilo de juego». El programa de televisión de la cadena G4, X-Play, criticó a Luigi's Mansion durante su especial hecho sobre la franquicia y los juegos de Mario, pues llamó al juego como «una decepción para aquellos jugadores que esperaban el primer juego de Mario para la consola GameCube». El juego adquirió el 99.º puesto en la lista de los «100 mejores juegos de Nintendo de todos los tiempos» de la revista Official Nintendo Magazine.

## Legado
Durante el E3 2011 realizada en Los Ángeles, California, se reveló que Luigi's Mansion 2 se encontraba en desarrollo para la consola estereoscópica Nintendo 3DS. En ella, se mostró que el sistema de juego seriá similar al presentado en la versión para GameCube.
En septiembre de 2018, Nintendo anunció en su Nintendo Direct una tercera entrega, preeliminarmente titulada Luigi's Mansion 3, la que fue lanzada para Nintendo Switch en el 2019.